# Pyrinia acutipennis
Pyrinia acutipennis là một loài bướm đêm trong họ Geometridae.